# Juillet 1930

## Événements
- Maurice Thorez devient secrétaire général du PCF.

- 1er juillet : 
  - Ouverture du Château Montebello au Québec.
  - Premières assurances sociales obligatoires en France.

- 11 juillet : deux italiens (Bassanesi et Dolli) utilisent l'avion pour disperser des tracts anti-fascistes au-dessus de la ville de Milan.

- 13 juillet : première coupe du monde de football, au Stade Centenario en Uruguay.

- 13 au 22 juillet : un équipage italien relie Milan et Tokyo en 10 jours sur un Fiat SA1.

- 20 juillet :
  - Grand Prix automobile de Belgique.
  - Eifelrennen.

- 21 juillet : Maxim Litvinov est nommé commissaire du peuple aux affaires étrangères en Union soviétique. Il sera l’artisan du rapprochement avec les puissances occidentales.

- 28 juillet : majorité conservatrice aux élections fédérales canadiennes.

- 30 juillet : l’Union nationale devient parti unique au Portugal.

## Naissances
- 1er juillet : Edmond Lay, architecte français († 2 novembre 2019).
- 2 juillet : 
  - Ahmad Jamal, pianiste de jazz américain († 16 avril 2023).
  - Carlos Menem, homme d'État argentin, Membre du Sénat de la Nation argentine de 2005 à 2021 († 14 février 2021).
- 4 juillet : Claude Besuchet, entomologiste suisse († 25 juillet 2020).
- 6 juillet : 
  - Françoise Mallet-Joris, écrivain franco-belge († 13 août 2016).
  - George Edward Armstrong, joueur de hockey sur glace canadien membre du Temple de la renommée du hockey († 24 janvier 2021).
- 7 juillet :
  - Theodore Edgar McCarrick, cardinal américain renvoyé de l'état clérical, archevêque émérite de Washington, D.C. († 3 avril 2025).
  - Hank Mobley, saxophoniste de jazz américain († 30 mai 1986).
- 8 juillet : Suzy Platiel, ethnolinguiste française († 3 mars 2024).
- 12 juillet : Gordon Pinsent, acteur et réalisateur. canadien († 25 février 2023).
- 13 juillet : Enrique Martínez, cavalier espagnol († 24 mars 2021).
- 14 juillet : Abel Fernández, acteur américain († 3 mai 2016).
- 15 juillet :
  - Jacques Derrida, philosophe français († 8 octobre 2004).
  - Stephen Smale, mathématicien américain.
  - Alberto Michelotti, arbitre de football italien († 18 janvier 2022).
- 16 juillet : Guy Béart, Auteur-compositeur-interprète français († 16 septembre 2015).
- 18 juillet : Emmanuel Bob Akitani, homme politique togolais († 16 mai 2011).
- 20 juillet : Pierre Joatton, évêque catholique français, évêque émérite de Saint-Étienne († 22 novembre 2013).
- 23 juillet : 
  - Richard Van Genechten, coureur cycliste belge († 13 novembre 2010).
  - Roger Hassenforder, coureur cycliste français († 3 janvier 2021).
  - François Terré, juriste français († 27 mai 2024).
- 25 juillet : Jean Vuillemey, peintre français († 11 mars 2012).
- 27 juillet : Shirley Williams, personnalité politique britannique († 12 avril 2021).

## Décès
- 3 juillet : Pierre Termier, géologue français.
- 7 juillet : Sir Arthur Conan Doyle, romancier britannique, créateur du personnage de Sherlock Holmes.
- 9 juillet : Vincenzo Vannutelli, cardinal italien de la Curie romaine (° 5 décembre 1836).